# Remontando el Yangtsé
Remontando el Yangtsé (en inglés:Up the Yangtze) es una película documental de 2007 dirigida por el director chino-canadiense Yung Chang. La película se centra en las personas afectadas por la construcción de la Presa de las Tres Gargantas al otro lado del río Yangtze en Hubei, China.
La película es una coproducción entre el National Film Board de Canadá y EyeSteelFilm de Montreal con la participación de Canadian Broadcasting Corporation, National Geographic Channel, POV, SODEC y Telefilm.

## Recepción de la crítica
Remontando el Yangtsé fue muy bien recibido por los críticos de cine. Obtuvo una calificación del 96% en Rotten Tomatoes basada en 47 reseñas con un promedio de 7,7/10, y una calificación de 84/100 en Metacritic.